# Trochalopteron
Trochalopteron – rodzaj ptaków z rodziny pekińczyków (Leiotrichidae).

## Zasięg występowania
Rodzaj obejmuje gatunki występujące w Azji.

## Morfologia
Długość ciała 18–28 cm; masa ciała 35–106 g.

## Systematyka
Rodzaj zdefiniował w 1843 roku brytyjski zoolog Edward Blyth w miesięcznym raporcie kustosza muzeum opublikowanym w czasopiśmie „The journal of the Asiatic Society of Bengal”. Gatunkiem typowym jest (późniejsze oznaczenie) krasnosójkowiec ubogi (T. subunicolor).

### Etymologia
- Trochalopteron (rodzaj nijaki): gr. τροχαλος trokhalos ‘okrągły, łukowaty’; πτερον pteron ‘skrzydło’[6].
- Strophocincla (rodzaj żeński): gr. στροφος strophos ‘pas’, od στρεφω strephō ‘skręcać’; nowołac. cinclus ‘drozd’, od gr. κιγκλος kinklos ‘niezidentyfikowany machający ogonem przybrzeżny ptak’[7]. Gatunek typowy (oryginalne oznaczenie): Cinclosoma lineatum Vigors, 1831.

### Podział systematyczny
Takson ponownie wyodrębniony z rodzaju Garrulax. Do rodzaju należą następujące gatunki:
- Trochalopteron subunicolor Blyth, 1843 – krasnosójkowiec ubogi
- Trochalopteron austeni Godwin-Austen, 1870 – krasnosójkowiec paskoskrzydły
- Trochalopteron squamatum (Gould, 1835) – krasnosójkowiec łuskopióry
- Trochalopteron virgatum Godwin-Austen, 1874 – krasnosójkowiec czarnobrody
- Trochalopteron lineatum (Vigors, 1831) – krasnosójkowiec paskowy
- Trochalopteron imbricatum (Blyth, 1843) – krasnosójkowiec brunatny
- Trochalopteron variegatum (Vigors, 1831) – krasnosójkowiec szaroskrzydły
- Trochalopteron affine (Blyth, 1843) – krasnosójkowiec czarnolicy
- Trochalopteron morrisonianum Ogilvie-Grant, 1906 – krasnosójkowiec białowąsy
- Trochalopteron henrici Oustalet, 1892 – krasnosójkowiec brązowolicy
- Trochalopteron elliotii J. Verreaux, 1871 – krasnosójkowiec górski
- Trochalopteron milnei David, 1874 – krasnosójkowiec krasnosterny
- Trochalopteron yersini Robinson & Kloss, 1919 – krasnosójkowiec srebrnouchy
- Trochalopteron formosum J. Verreaux, 1869 – krasnosójkowiec czerwonoskrzydły
- Trochalopteron erythrocephalum (Vigors, 1832) – krasnosójkowiec złotoskrzydły